# Beishanlong
Beishanlong és un gènere de dinosaure ornitomimosaure gegant que va viure al Cretaci inferior. Les seves restes fòssils es van trobar a la Xina, a la província de Gansu. L'espècie tipus és B. grandis, descrita l'any 2009 per un equip de paleontòlegs xinesos i americans. Beishanlong va viure des de l'Aptià fins a l'Albià, fa entre 100 i 125 milions d'anys. Beishanlong estava estretament emparentat amb l'Harpymimus.